# Il grande giuoco (film 1954)
Il grande giuoco (Le grand jeu) è un film del 1954 diretto da Robert Siodmak.

## Trama
Pierre Martel, famoso avvocato parigino, lascia la capitale e si reca in Algeria per raggiungere la sua amante Sylvia; lei però lo abbandona e lui si arruola nella Legione Straniera.
Diventa un assiduo frequentatore dell'Hotel gestito da Madame Blanche e la donna che pratica la cartomanzia, gli predice per scherzo un evento infausto.
Nel frattempo Pierre conosce Helena, una prostituta che sembra essere la sosia di Sylvia e si innamora subito di lei tanto da voler lasciare la vita militare per tornare in Francia.
Per uno strano scherzo del destino Pierre rivede proprio Sylvia e dopo questo incontro l'uomo lascia Helene, che forse non ha mai veramente amato per tornare nella Legione Straniera e proprio in Algeria la predizione di Madame Blanche si avvera.

## Produzione
Il soggetto del film, scritto da Jacques Feyder e Charles Spaak, è lo stesso del film La donna dai due volti, scritto e diretto dallo stesso Feyder nel 1934.

## Edizione italiana

### Censura
Nell'edizione italiana venne eliminata la scena in cui, nel quartiere arabo, un uomo si ritira dietro una tenda con la prostituta e attenuata la scena in cui Mario (Pellegrin) tenta di fare violenza sul letto ad Helena (Lollobrigida). Venne inoltre vietato alla visione ai minori di 16 anni; tale restrizione fu eliminata nel 1998.

## Colonna sonora
1. Marcia nuziale, di Felix Mendelssohn (1847)
2. Le tagliatelle, di Euphemia Allen (1877)
3. Le Boudin (1860-1870)

## Distribuzione
Venne presentato in concorso al Festival di Cannes 1954; fu distribuito nei cinema francesi dal 12 aprile 1954 e in quelli italiani dal 15 ottobre.

## Critica
(Leo Pestelli)